# Huerta de Alicante
La Huerta de Alicante es una comarca histórica de la Comunidad Valenciana que actualmente se encuentra dividida entre las actuales comarcas del Campo de Alicante y Bajo Vinalopó. Formaban parte de la misma (por parte del Campo de Alicante), los actuales municipios de Agost, Alicante, Campello, Muchamiel, San Juan de Alicante, y San Vicente del Raspeig, todos los municipios del Bajo Vinalopó, y por parte del Bajo Segura, el municipio de Guardamar del Segura. 
Aparece en el mapa de comarcas de Emili Beüt "Comarques naturals del Regne de València" publicado en el año 1934.